# Harald Funke
Harald Funke (* 6. Mai 1931 in Gebesee) ist ein deutscher Maschinenschlosser und früherer Volkskammerabgeordneter für den Freien Deutschen Gewerkschaftsbund (FDGB).

## Leben
Funke stammt aus der preußischen Provinz Sachsen und ist der Sohn einer Arbeiterfamilie. Nach dem Besuch der Volksschule absolvierte er ab 1945 eine dreijährige Lehre zum Maschinenschlosser und war seit 1949 in diesem Beruf tätig. Von 1959 bis 1962 besuchte er einen Meisterlehrgang an der Betriebsakademie mit Abschluss als Meister der volkseigenen Industrie. Als solcher war er als stellvertretender Bereichsleiter im VEB Pressen- und Scherenbau in Erfurt tätig. Funke war Mitglied der SED und in seinem Betrieb Zirkelleiter im Parteilehrjahr.
Seit 1958 war Funke Sektionsleiter für Dienst- und Gebrauchshunde der DDR.

## Politik
Funke wurde 1945 Mitglied des FDGB. In der Wahlperiode von 1963 bis 1967 war er als Berliner Vertreter Mitglied der FDGB-Fraktion in der Volkskammer der DDR. 

## Publikationen
- Wie führen wir die Plandiskussion? Erfahrungen aus dem Kombinat Umformtechnik "Herbert Warnke", Erfurt. Verlag Tribüne, Berlin 1982.